# Girish Agarwal
Girish S. Agarwal (Bareilly, 7 de julio de 1946) es un físico teórico indio. Se desempeña en la Universidad Texas A&M con afiliaciones a los departamentos de Ingeniería Biológica y Agrícola, Física y Astronomía, y al Instituto de Ciencia e Ingeniería Cuántica. Anteriormente trabajó como presidente de la Fundación Noble y profesor Regents en la Universidad Estatal de Oklahoma. Es un líder reconocido en el campo de la óptica cuántica y también ha realizado importantes contribuciones a los campos de la óptica no lineal, la nanofotónica y la plasmónica. En 2013 publicó el libro de texto "Quantum Optics", que cubre una amplia gama de desarrollos recientes en este campo, que ha sido bien recibido por la comunidad.

## Biografía
Nacido en Bareilly, India, obtuvo una licenciatura en física por la Universidad de Gorakhpur en 1964 y una maestría por la Universidad Hindú de Benarés en 1966. En 1969, recibió su doctorado en la Universidad de Rochester, seguido de nombramientos posdoctorales en Rochester, la Universidad de Stuttgart, y el Tata Institute of Fundamental Research. En 1974, a la edad de 28 años, publicó su primera monografía "Teorías estadísticas cuánticas de la emisión espontánea y su relación con otros enfoques" en Springer.
Después de algunos años en el Tata Institute of Fundamental Research y el Instituto de Ciencias de Mumbai, fue nombrado en 1977 como profesor titular en la Universidad de Hyderabad, donde tuvo la principal responsabilidad de establecer la Escuela de Física. En 1995 fue nombrado Director y Científico Distinguido del Laboratorio de Investigación Física (PRL) en Ahmedabad. De 1995 a 2000 se desempeñó además como profesor honorario en el Centro Jawaharlal Nehru de Investigación Científica Avanzada en Bangalore y de 2001 a 2005 ocupó la Cátedra de Investigación del Centenario Einstein de la Academia Nacional de Ciencias de la India. Numerosas cátedras invitadas lo han llevado a los principales centros de óptica y óptica cuántica de todo el mundo, incluida la Universidad de Rochester, la Universidad Texas A&M, el College Station, la Universidad de Colorado, el Instituto Max-Planck de Óptica Cuántica, el Instituto Max-Planck para la Ciencia de la Luz y las Universidades de Essen, Ulm y Erlangen en Alemania, la Universidad Técnica de Viena en Austria y la Universidad de Manchester en Reino Unido.
Como científico, sirvió a la comunidad internacional de óptica y óptica cuántica organizando escuelas y simposios, por ejemplo, en el Centro Internacional de Física Teórica (ICTP) en Trieste, Italia, en beneficio de los científicos de países del tercer mundo. También encabezó los esfuerzos del Departamento de Ciencia y Tecnología del gobierno indio para construir la infraestructura en los departamentos de física de las universidades indias. También ha formado parte del consejo editorial de varias revistas líderes en óptica y óptica cuántica, incluida Physical Review A.

## Premios
Ha recibido premios por sus logros en el campo de la óptica y la óptica cuántica. Esto incluye el Premio de Investigación Humboldt (1997), el Premio Max-Born de la Sociedad Óptica de América (1988), la Medalla Einstein de la Sociedad de Electrónica Óptica y Cuántica (1994), el Premio de Física de la Academia Mundial de Ciencias (1994), Premio Shanti Swaroop Bhatnagar de Ciencias Físicas otorgado por el Gobierno de la India (1982), honoris causa de la Universidad de Lieja (2007), y de la Universidad de Hyderabad (2011). Es miembro electo de la Academia Mundial de Ciencias (1997), la Academia Nacional de Ciencias de la India (1985), la Sociedad Óptica de América (1986), la Academia de Ciencias de la India (1981) y la Sociedad Estadounidense de Física (1981).